# Weymouth Football Club
Maillots
Actualités
Dernière mise à jour : 22 décembre 2024.
Le Weymouth Football Club (également connu sous le nom de Weymouth ou The Terras) est un club de football anglais fondé en 1890, qui évolue depuis la saison 2020-2021 National League (cinquième division anglaise). Le club joue dans le stade The Wessex Stadium à Weymouth, Dorset, qui possède une capacité de 6 500 places.

## Histoire
Weymouth a passé la majorité de son histoire dans les divisions de non-league football, remportant en 2006 la Conference South, et après 3 années en Conference National, le club est relégué en 2009, revenant à la Conference South. 
A l'issue de la saison 2021-22, Weymouth est relégué en Conference South (sixième division)

## Palmarès
- Conference South (D6) : 
  - Champion : 2006

## Anciens joueurs
- Dean Holdsworth
- Jimmy Glass